# Thomas Grandi
Thomas Grandi (Bolzano, 27 dicembre 1972) è un ex sciatore alpino canadese specialista delle gare tecniche.

## Biografia
Grandi, nato a Bolzano da genitori italiani, si trasferì con la famiglia in Canada quando aveva due anni, a Canmore.

### Carriera sciistica

#### Stagioni 1991-1997
Grandi ottenne il primo piazzamento di rilievo in campo internazionale ai Mondiali juniores di Geilo/Hemsedal 1991, quando si piazzò 19º nello slalom gigante; in Coppa del Mondo conquistò i primi punti il 23 marzo 1993 a Oppdal arrivando 18º nella medesima specialità e in quella stessa stagione 1992-1993 vinse sia la Nor-Am Cup generale, sia la classifica di slalom gigante del circuito continentale nordamericano.
Esordì ai Giochi olimpici invernali a Lillehammer 1994, dove si classificò 16º nello slalom gigante e 14º nello slalom speciale; anche in quella stagione 1993-1994 in Nor-Am Cup vinse sia la classifica generale sia quella di slalom gigante. Esordì ai Campionati mondiali a Sierra Nevada 1996, dove si piazzò 45º nel supergigante, 7º nella combinata e non completò lo slalom gigante e lo slalom speciale; l'anno dopo ai Mondiali di Sestriere 1997 fu 26º nel supergigante, 8º nello slalom gigante e non concluse lo slalom speciale e il 30 marzo dello stesso anno ottenne l'ultima vittoria in Nor-Am Cup, a Mont-Tremblant/Mont Garceau in slalom speciale.

#### Stagioni 1998-2004
Ottenne il primo podio in Coppa del Mondo il 23 novembre 1997 a Park City in slalom gigante (3º) e ai successivi XVII Giochi olimpici invernali di Nagano 1998 non concluse né lo slalom gigante né lo slalom speciale; l'anno dopo ai Mondiali di Vail/Beaver Creek 1999 si classificò 25º nello slalom gigante e non concluse lo slalom speciale, mentre nella successiva rassegna iridata di Sankt Anton am Arlberg 2001 si piazzò 13º nello slalom speciale e non concluse lo slalom gigante. Sempre nel 2001 ottenne l'ultimo podio in Nor-Am Cup, il 16 marzo a Le Relais in slalom speciale (2º).
Ai XIX Giochi olimpici invernali di Salt Lake City 2002 fu 12º nello slalom gigante, 16º nello slalom speciale e non concluse il supergigante; l'anno dopo Mondiali di Sankt Moritz 2003 si classificò 32º nello slalom speciale e non concluse lo slalom gigante.

#### Stagioni 2005-2009
Conquistò la prima vittoria in Coppa del Mondo nella stagione 2004-2005 quando, il 19 dicembre, vinse lo slalom gigante disputato sulla classica pista Gran Risa dell'Alta Badia; due giorni più tardi a Flachau ottenne il suo secondo e ultimo successo nel circuito, sempre in slalom gigante. Si trattò dei primi successi di uno sciatore canadese in una gara tecnica della Coppa del Mondo e al termine di quella stagione Grandi si piazzò al 3º posto nella classifica della Coppa del Mondo di slalom gigante, staccato dal vincitore Benjamin Raich di 57 punti. Nella stessa stagione ai Mondiali di Bormio/Santa Caterina Valfurva 2005 si classificò 5º nello slalom gigante e 6º nello slalom speciale.
Ai XX Giochi olimpici invernali di Torino 2006, sua ultima presenza olimpica, si piazzò 10º nello slalom gigante e 9º nello slalom speciale; nella stessa stagione ottenne l'ultimo podio in Coppa del Mondo, il 18 marzo a Åre in slalom speciale (3º), mentre in quella successiva ai Mondiali di Åre 2007 fu 27º nello slalom gigante e non concluse lo slalom speciale. Ai Mondiali di Val-d'Isère 2009, suo congedo iridato, non completò lo slalom speciale e si ritirò al termine di quella stessa stagione 2008-2009; la sua ultima gara fu lo slalom speciale di Coppa del Mondo disputato il 1º marzo a Kranjska Gora, non completato da Grandi.

### Altre attività
Durante i XXI Giochi olimpici invernali di Vancouver 2010 collaborò come commentatore sportivo con la rete televisiva italiana Sky Sport per le gare di sci alpino. È marito di Sara Renner, sciatrice nordica di alto livello.

## Palmarès

### Coppa del Mondo
- Miglior piazzamento in classifica generale: 11º nel 2006
- 9 podi
  - 2 vittorie
  - 2 secondi posti
  - 5 terzi posti

#### Coppa del Mondo - vittorie
| Data             | Località   | Paese   | Specialità |
| ---------------- | ---------- | ------- | ---------- |
| 19 dicembre 2004 | Alta Badia | Italia  | GS         |
| 21 dicembre 2004 | Flachau    | Austria | GS         |

Legenda:

GS = slalom gigante

### Coppa Europa
- Miglior piazzamento in classifica generale: 49º nel 2004
- 1 podio:
  - 1 secondo posto

### Nor-Am Cup
- Vincitore della Nor-Am Cup[2] nel 1993 e nel 1994
- Vincitore della classifica di slalom gigante nel 1993 e nel 1994[senza fonte]
- 21 podi (dalla stagione 1994-1995)[5]:
  - 7 vittorie
  - 9 secondi posti
  - 5 terzi posti

#### Nor-Am Cup - vittorie
| Data             | Località                    | Paese       | Specialità |
| ---------------- | --------------------------- | ----------- | ---------- |
| 31 marzo 1995    | Mount Bachelor              | Stati Uniti | GS         |
| 30 novembre 1995 | Breckenridge                | Stati Uniti | GS         |
| 8 marzo 1996     | Osler Bluff                 | Canada      | SL         |
| 24 febbraio 1997 | Banff/Mount Norquay         | Canada      | SL         |
| 25 febbraio 1997 | Banff/Mount Norquay         | Canada      | GS         |
| 26 febbraio 1997 | Banff/Mount Norquay         | Canada      | GS         |
| 30 marzo 1997    | Mont-Tremblant/Mont Garceau | Canada      | SL         |

Legenda:

GS = slalom gigante

SL = slalom speciale

### Campionati canadesi
- 18 medaglie (dati parziali fino alla stagione 1994-1995)[6]:
  - 11 ori (slalom gigante nel 1992; slalom gigante nel 1993; slalom gigante nel 1995; slalom gigante nel 1996; slalom gigante, slalom speciale nel 1997; slalom gigante, slalom speciale nel 1998; slalom speciale nel 2002; slalom gigante, slalom speciale nel 2003)
  - 4 argenti (supergigante, slalom speciale nel 2001; slalom gigante nel 2004; slalom speciale nel 2007)
  - 3 bronzi (slalom speciale nel 1995; supergigante nel 2002; slalom gigante nel 2006)